# 아스텔리아과
아스텔리아과(Asteliaceae)는 속씨식물과의 일종으로 외떡잎식물군 내의 비짜루목으로 분류된다.
이 과는 겨우 최근에 분류학자들에게 인정되었다. 2009년의 APG III 분류 체계(1998년판과 2003년판에서 변하지 않음)는 이 과를 인정하고 있다. 이 과는 몇 개의 속에 수십개 종의 포함하고 있으며, 남반구에서 발견된다.

## 하위 속
- Astelia Banks & Sol. ex R.Br.
- Collospermum Skottsb.
- Milligania Hook.f.
- Neoastelia J.B.Williams